# العلاقات المالاوية المنغولية
العلاقات المالاوية المنغولية هي العلاقات الثنائية التي تجمع بين مالاوي ومنغوليا.

## مقارنة بين البلدين
هذه مقارنة عامة ومرجعية للدولتين:
| وجه المقارنة                                              | مالاوي                     | منغوليا         |
| --------------------------------------------------------- | -------------------------- | --------------- |
| المساحة (كم2)                                             | 118.48 ألف                 | 1.57 مليون      |
| عدد السكان (نسمة)                                         | 18.62 مليون                | 3.08 مليون      |
| الكثافة السكانية (ن./كم²)                                 | 157.16                     | 1.96            |
| العاصمة                                                   | ليلونغوي، زومبا            | أولان باتور     |
| اللغة الرسمية                                             | لغة إنجليزية، لغة الشيشيوا | اللغة المنغولية |
| العملة                                                    | كواشا ملاوية               | توغروغ منغولي   |
| الناتج المحلي الإجمالي (بليون دولار)                      | 6.30 مليار                 | 11.49 مليار     |
| الناتج المحلي الإجمالي (تعادل القوة الشرائية) بليون دولار | 22.43 مليار                | 36.16 مليار     |
| الناتج المحلي الإجمالي الاسمي للفرد دولار أمريكي          | 338                        | 3.97 ألف        |
| الناتج المحلي الإجمالي للفرد دولار أمريكي                 | 1.20 ألف                   | 11.95 ألف       |
| مؤشر التنمية البشرية                                      | 0.445                      | 0.727           |
| رمز المكالمات الدولي                                      | +265                       | +976            |
| رمز الإنترنت                                              | .mw                        | .mn             |
| المنطقة الزمنية                                           | ت ع م+02:00                | ت ع م+08:00     |

## منظمات دولية مشتركة
يشترك البلدان في عضوية مجموعة من المنظمات الدولية، منها:
| علم المنظمة | اسم المنظمة                                                | تاريخ انضمام مالاوي | تاريخ انضمام منغوليا |
| ----------- | ---------------------------------------------------------- | ------------------- | -------------------- |
|             | البنك الدولي للإنشاء والتعمير                              | 19 يوليو 1965       | 14 فبراير 1991       |
|             | العملية المشتركة للاتحاد الأفريقي والأمم المتحدة في دارفور | ?                   | ?                    |
|             | المركز الدولي لتسوية المنازعات الاستشارية                  | 14 أكتوبر 1966      | 14 يوليو 1991        |
|             | منظمة التجارة العالمية                                     | ?                   | ?                    |
|             | منظمة حظر الأسلحة الكيميائية                               | ?                   | ?                    |
|             | الأمم المتحدة                                              | 1 ديسمبر 1964       | 27 أكتوبر 1961       |
|             | منظمة الشرطة الجنائية الدولية                              | ?                   | ?                    |
|             | وكالة ضمان الاستثمار متعدد الأطراف                         | 12 أبريل 1988       | 21 يناير 1999        |
|             | يونسكو                                                     | 27 أكتوبر 1964      | 1 نوفمبر 1962        |
|             | مؤسسة التنمية الدولية                                      | 19 يوليو 1965       | 14 فبراير 1991       |
|             | مؤسسة التمويل الدولية                                      | 19 يوليو 1965       | 14 فبراير 1991       |
|             | الاتحاد البريدي العالمي                                    | ?                   | ?                    |
|             | الاتحاد الدولي للاتصالات                                   | 19 فبراير 1965      | 27 أغسطس 1964        |

## وصلات خارجية
- موقع وزارة الخارجية المنغولية